# William Hickey
William Edward Hickey (n. 19 septembrie 1928, New York City, New York, SUA – d. 29 iunie 1997, New York City, New York, SUA) a fost un actor american. Este cunoscut pentru rolul lui Rudolf Smuntz din filmul Vânătoarea de șoareci, unchiul Lewis în Un Crăciun de neuitat (1989) și pentru vocea doctorului Finklestein în  Coșmar înainte de Crăciun (1993). A fost nominalizat la premiul Oscar pentru rolul lui Don Corrado Prizzi din filmul Onoarea familiei Prizzi (1985). 

## Tinerețe
Hickey s-a născut în Brooklyn, New York, ca fiu al lui Edward și Nora Hickey, ambii de origine irlandeză. Avea o soră mai mare, Dorothy Finn. Hickey și-a început cariera la radio în 1938.
A crescut în Flatbush, Brooklyn și Richmond Hill, în Queens.

## Moarte
Hickey a murit de bronșită în 1997. Filmul Vânătoarea de șoareci (în care a jucat și el) este dedicat memoriei sale.